# Freetown City FC
Der Freetown City Football Club (vormals Freetown United) ist ein Fußballverein aus dem westafrikanischen Sierra Leone. Er kommt aus der Hauptstadt Freetown und spielt in der ersten sierra-leonischen Fußballliga, der Sierra Leone Premier League.

## Erfolge
- Sierra-leonischer Meister: 1989